# Valmala (España)
Valmala es un municipio de España, en la provincia de Burgos, comunidad autónoma de Castilla y León, comarca de Montes de Oca, partido judicial de Briviesca.

## Geografía
Tiene un área de 16,97 km² con una población de 26 habitantes (INE 2024) y una densidad de 1,53 hab/km².

## Historia
Es nombrada en el fuero de Cerezo, el cual fue concedido por Alfonso VII de León, el 10 de enero de 1146, a la villa de  Cerezo de Río Tirón. Entre las 134 aldeas nombradas que pertenecen al alfoz de Cerezo, aparece Valmala junto Halariza y Sancta Crux del Valle (Urbión).
A la caída del Antiguo Régimen queda constituida como ayuntamiento constitucional del mismo nombre en el partido de Belorado, región de Castilla la Vieja, contaba entonces con 174 habitantes.

## Demografía
Valmala cuenta con una población de 26 habitantes (INE 2024).

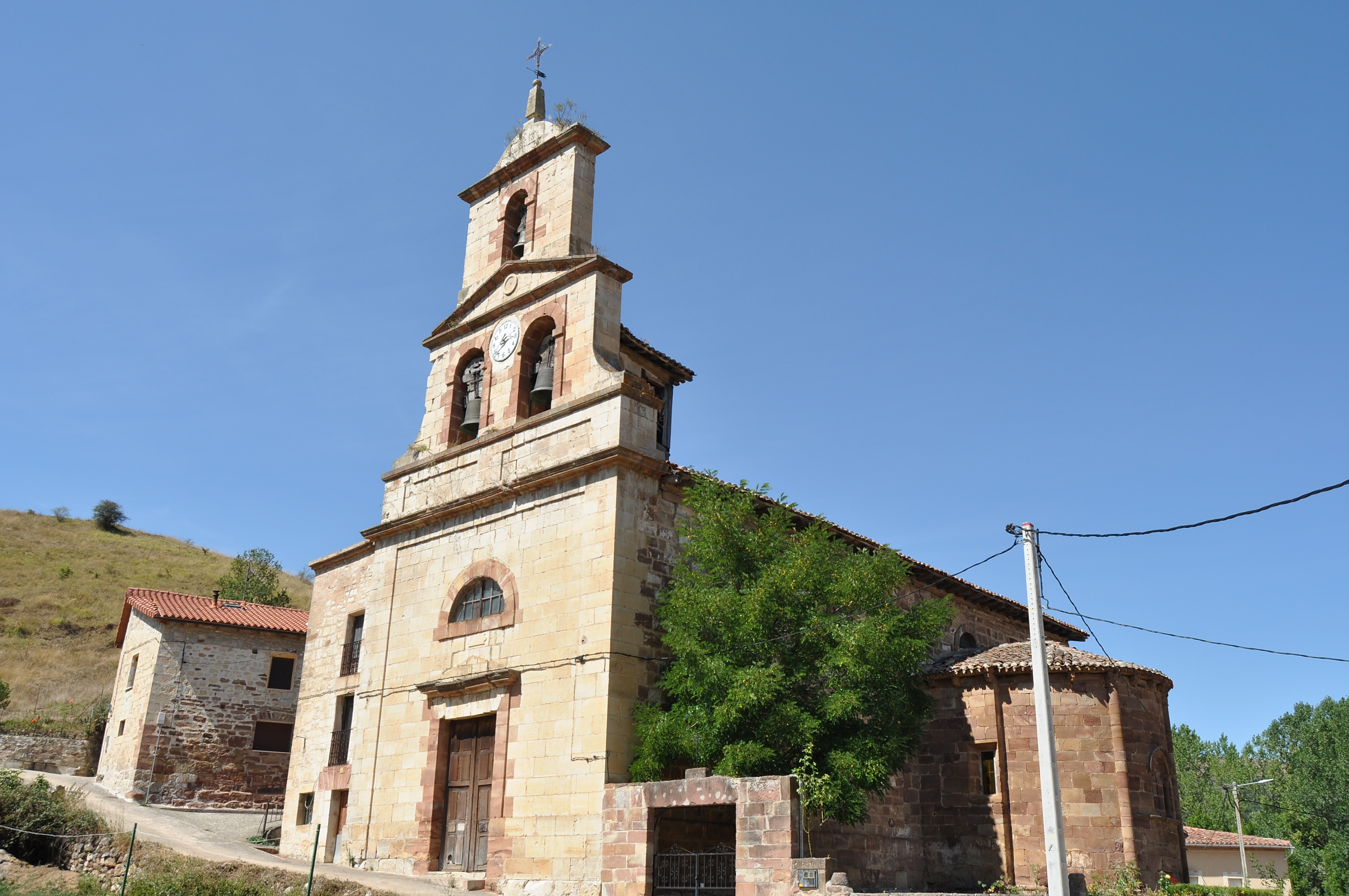
Iglesia de San Martín

| Gráfica de evolución demográfica de Valmala entre 1842 y 2021                                                         |
| |
| Población de derecho según los censos de población del INE. Población de hecho según los censos de población del INE. |

| 1991 |  | 1996 |  | 2001 |  | 2004 |
| ---- |  | ---- |  | ---- |  | ---- |
| 37   |  | 35   |  | 37   |  | 34   |

## Patrimonio
- Iglesia católica de San Martín Obispo, dependiente de la parroquia de Pradoluengo en el Arcipestrazgo de Oca-Tirón, diócesis de Burgos.[3]